# Syngrapha lapponaris
Syngrapha lapponaris là một loài bướm đêm trong họ Noctuidae.